# Temple Pu Dacu Manjusri
Le Temple Pu Dacu Manjusri (chinois : 普达措文殊殿 ; pinyin : Pǔdácuò wénshū diàn ; litt. « palais de Mansuri au Pu Dacu ») est un temple et lieu sacré du bouddhisme où Guanyin (Manjusri) aurait été divinisé, constitué actuellement d'ovoo et Stūpa. Il est situé dans le Parc national du Pota tso, ville-district de Shangri-La dans la province du Yunnan, en République populaire de Chine.

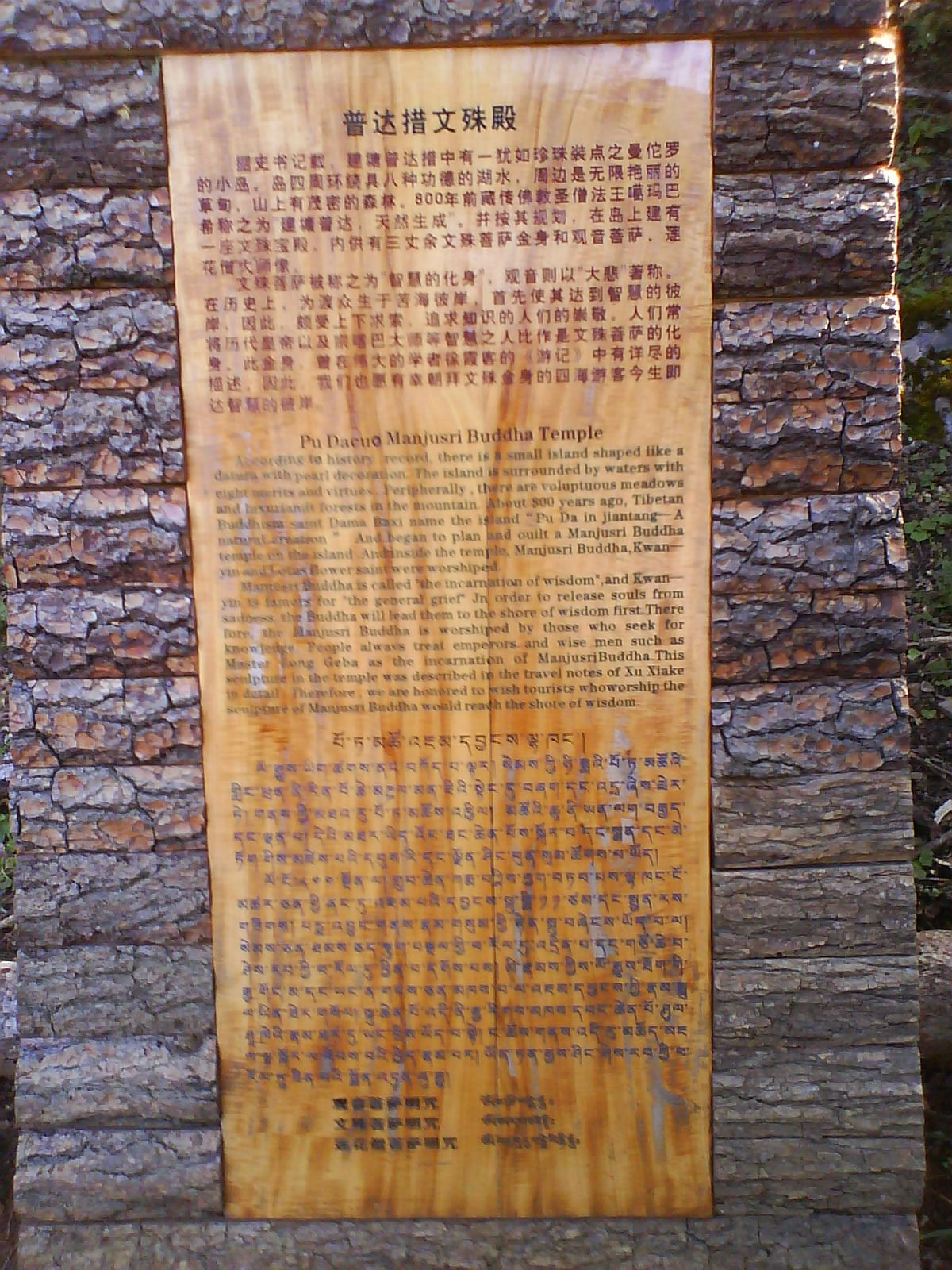
pancarte indicatrice trilingue chinois, anglais, tibétain.
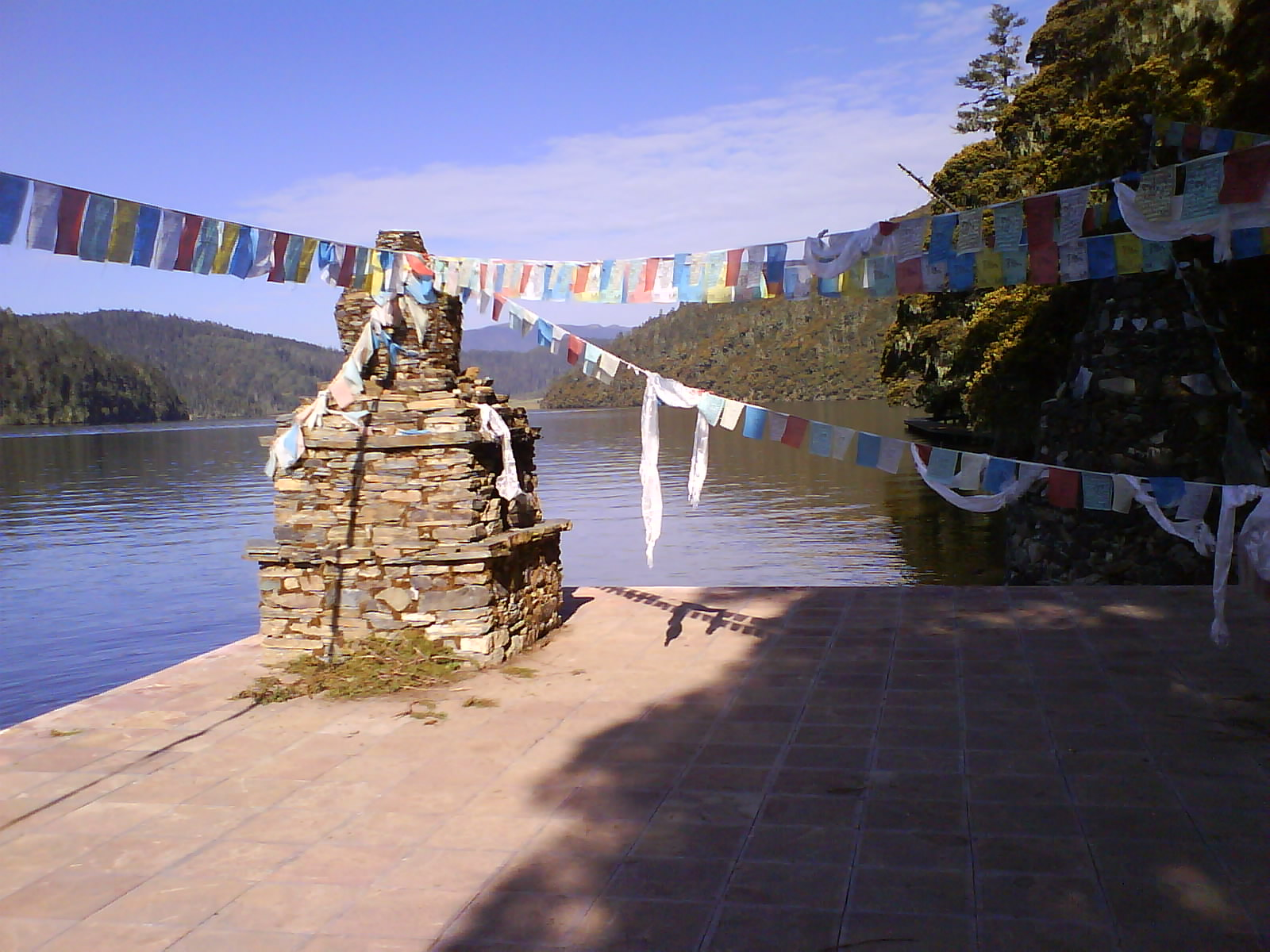
Chorten sur le lieu de l'ancien temple Pu Dacu Manjusri, au bord du lac Bita
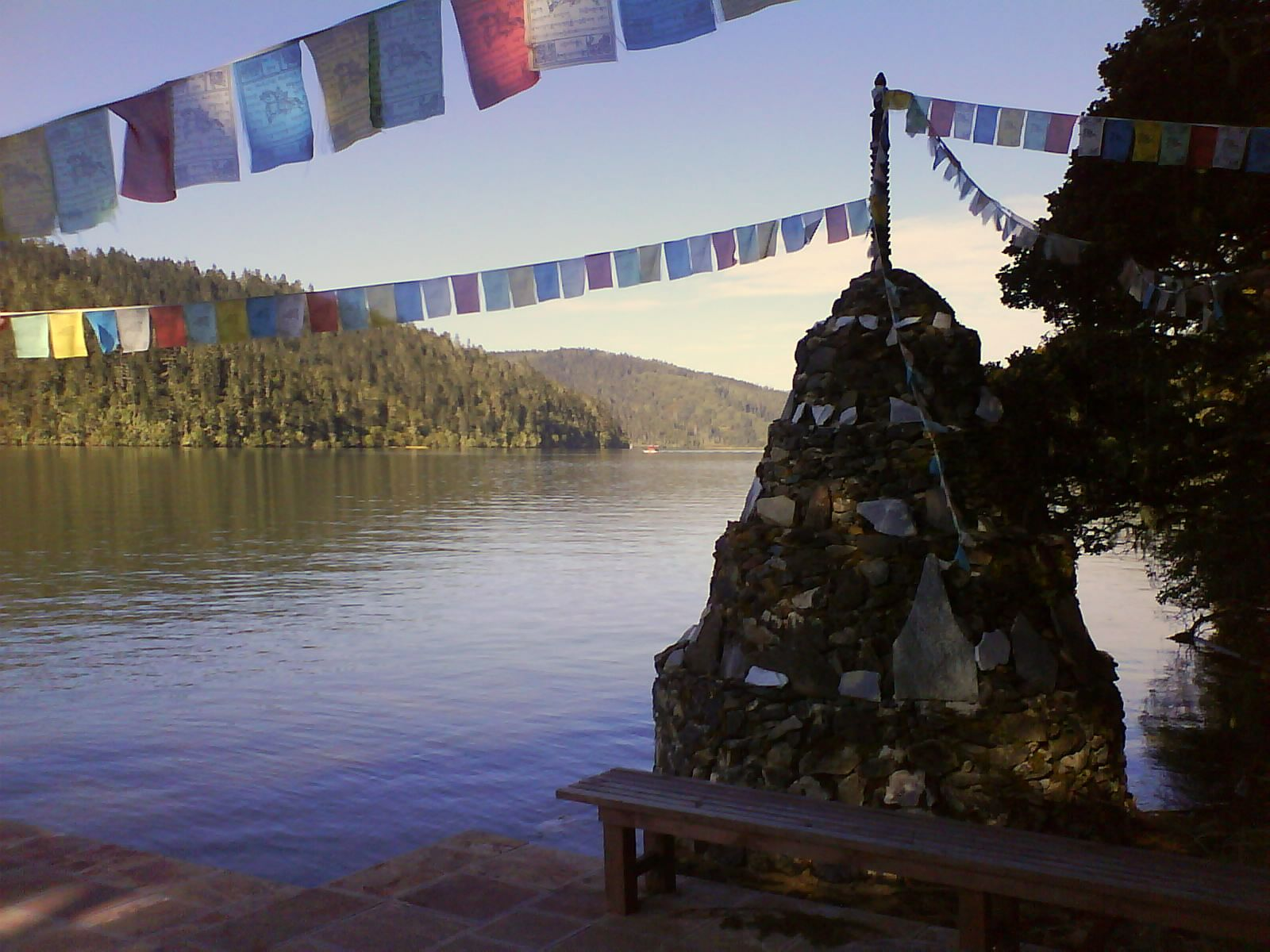
Ovoo